# Huracà Hugo
Huracà Hugo va ser un huracà de categoria 5 molt destructiu que va colpejar Guadeloupe, Montserrat, Saint Croix, Puerto Rico, Carolina del Sud, illa d'Antigua i Carolina del Nord el setembre de 1989 durant la temporada d'huracans d'aquell any. Hi hagué 109 víctimes mortals, prop de 100.000 llars destruïdes i un destrosses que ascendiren als 10.000 milions de dòlars, convertint-lo en l'huracà més costós registrat fins aquell moment. Hugo va superar l'anterior rècord de l'huracà Frederic, encara que Hugo va ser superat tres anys més tard per l'huracà Andrew. L'huracà va causar $7 milions de dòlars en danys només comptant els Estats Units.